# 아파테이아
아파테이아(apatheia)란 헬레니즘 시대의 스토아학파가 주장한 정념에서 해방된, 또는 초월한 상태를 말한 것이다. 또, 이러한 주장은 정념에서 해방된 자유인의 삶을 최고의 윤리적 삶으로 주장한 근대의 스피노자(spinoza, B.)에게 많은 영향을 주었다.

## 같이 보기
- 아타락시아